# Guindano
Guindano es un lugar español, hoy día despoblado, del municipio de Urraúl Alto, perteneciente a la Comunidad Foral de Navarra.

## Toponimia
El nombre del lugar puede encontrarse referido en euskera como Gindao.

## Historia
Hacia mediados del siglo XIX, el lugar, ya por entonces perteneciente a Urraúl Alto, tenía contabilizada una población de 30 habitantes. Aparece descrito en el noveno volumen del Diccionario geográfico-estadístico-histórico de España y sus posesiones de Ultramar de Pascual Madoz con las siguientes palabras:

GUINDANO: l. del ayunt. del valle de Urraul alto en la prov. y c. g. de Navarra, aud. terr. y dióc. de Pamplona (7 leg.), part. jud. de Aoiz (3): sit. en la falda meridional de un monte; clima frio, combatido de todos los vientos, y se padecen inflamaciones y catarros: tiene 4 casas, igl. (San Julian), aneja de Adoain, servida por un abad, cementerio al S. y contiguo á la igl.; el vecindario se surte de las aguas de un arroyo que corre junto al l. Confina el térm. N. Adoain; E. Cerrencano; S. Napal, y O. Zabalza. El terreno es pizarroso y secano, y en su estremo E. se halla el monte Doña Gracia, poblado de robles; á leg. y media nace un arroyo que atravesando este térm. en direccion NE. va á desaguar en el r. Salazar, despues de haber recorrido dos leg. desde su nacimiento sin fertilizar ninguna tierra. caminos, el que conduce á Lumbier y Navascues, en muy mal estado. prod. trigo, avena y cebada: cria de ganado lanar y vacuno: caza de perdices y liebres. comercio: la esportacion del trigo sobrante y ganado lanar, é importacion de vino y otros art.: pobl. 4 vec., 30 alm.: contr. con el valle. (V.)
(Madoz, 1847, p. 86)

En 2023, la entidad singular de población tenía empadronados 0 habitantes.